# 昭和音楽大学
昭和音楽大学（しょうわおんがくだいがく、英語: Showa University of Music）は、神奈川県川崎市麻生区上麻生1-11-1に本部を置く日本の私立大学。1930年創立、1984年大学設置。大学の略称は昭和音大。
創設者は下八川圭祐。併設校に昭和音楽大学短期大学部がある。最寄り駅は小田急小田原線新百合ヶ丘駅。
昭和大学、昭和薬科大学、昭和学院短期大学、昭和女子大学とはいずれも別系列。北校舎のすぐ右隣に日本映画大学がある。

## 沿革
- 1930年4月 下八川圭祐声楽研究所創立
- 1940年4月 東京声専音楽学校開校（東京市淀橋区/現 東京都新宿区)
- 1958年2月 学校法人東京声専音楽学校認可
- 1969年
  - 2月 学校法人東成学園へと改称認可
  - 4月 昭和音楽短期大学開学（神奈川県厚木市）
- 1984年4月 昭和音楽大学開学。昭和音楽短期大学を昭和音楽大学短期大学部へと改称
- 1989年4月 東京声専音楽学校を昭和音楽芸術学院へと改称し、東京都新宿区から神奈川県川崎市麻生区へ移転
- 1994年5月 イタリアヴェネト州スキアヴォンに学園研修施設「イタリア研修所」を開設
- 1998年4月 昭和音楽大学大学院（修士課程） 開学
- 2007年
  - 3月 昭和音楽芸術学院閉校
  - 4月 昭和音楽大学、短期大学部、大学院を神奈川県厚木市（関口808）から神奈川県川崎市麻生区（上麻生1-11-1）へ移転
- 2014年4月 昭和音楽大学大学院に博士後期課程を増設
- 2017年4月 音楽学部に音楽芸術表現学科開設

## 大学 学部
- 音楽学部
  - 音楽芸術表現学科
    - 作曲・音楽デザインコース
    - サウンドプロデュースコース
    - 指揮コース
    - 声楽コース
    - ピアノ演奏家コース
    - ピアノ指導者コース
    - ピアノミュージッククリエイターコース
    - ピアノ音楽コース
    - オルガンコース
    - 電子オルガンコース
    - 弦・管・打楽器演奏家コース
    - 弦・管・打楽器コース
    - ウインドシンフォニーコース
    - ジャズコース
    - ポップ＆ロックミュージックコース
    - 声とことばの創造表現コース

  - 音楽芸術運営学科
    - アートマネジメントコース
    - 舞台スタッフコース
    - ミュージカルコース
    - バレエコース
    - 音楽療法コース
    - 音楽教養コース
- 芸術工学部（2027年度新設予定）
  - 芸術工学科
    - デジタルエンタテインメントコース
    - デジタルコンテンツ構想コース
- 研究生（修業年限1年）

## 大学院（大学 研究科）
- 大学院音楽研究科
  - 修士課程 音楽芸術表現専攻
    - 作曲
    - 指揮
    - 声楽研究
    - オペラ
    - ピアノ
    - 電子オルガン
    - 弦・管・打楽器
    - ジャズ＆コンテンポラリーミュージック

  - 修士課程 音楽芸術運営専攻
    - アートマネジメント
    - 音楽療法
    - 音楽と文化

  - 博士後期課程 音楽芸術専攻
    - 音楽芸術表現領域
    - 音楽芸術運営領域

## 大学 専攻科
- 音楽専攻科（修業年限1年）

## 短期大学部
- 音楽科
  - デジタルミュージックコース
  - 声楽コース
  - 合唱指導者コース
  - ピアノコース
  - 電子オルガンコース
  - 弦・管・打楽器コース
  - ウィンドシンフォニーコース
  - ジャズコース
  - ポップ＆ロックミュージックコース
  - バレエコース
  - 音楽教養コース
  - 音楽と社会コース
  - 声とことばの創造表現コース
- 研究生（修業年限1年）

## 取得資格・免許状
音楽学部
- 中学校教諭一種免許状（音楽）
- 高等学校教諭一種免許状（音楽）
- 小学校教諭二種免許状（玉川大学での課程を履修）
- 司書
- 学芸員
- 社会福祉主事任用資格
- カワイピアノグレード（学内認定制度）
- 国家資格舞台機構調整士（音響）2級（舞台スタッフコースのみ）
- 舞台・テレビジョン照明技術者2級（舞台スタッフコースのみ）
- 日本音楽療法学会認定音楽療法士（補）試験受験資格（音楽療法コースのみ)

短期大学部
- 中学校教諭二種免許状（音楽）
- 司書
- 社会福祉主事任用資格

音楽研究科
- 中学校教諭専修免許状（音楽）
- 高等学校教諭専修免許状（音楽）
- 日本音楽療法学会認定音楽療法士（補）試験受験資格（音楽芸術運営専攻音楽療法のみ)

## 附属研究所
- 舞台芸術政策研究所
- オペラ研究所
- バレエ研究所
- 歌曲研究所
- アートマネジメント研究所
- 音楽療法研究所
- 音楽教育研究所
- ピリオド音楽研究所

## 附属機関
- 附属図書館
- 昭和音楽大学附属音楽・バレエ教室
  - 新百合ヶ丘校
  - 海老名校
  - 武蔵小杉校
  - センター北校
  - 藤沢校
  - 戸塚校
  - 小田原校
  - 仙台校
- 昭和音楽大学附属ピアノアートアカデミー
- 昭和音楽大学附属ストリングスアカデミー
- Pathways（受験対策スクール パスウェイズ）
- 学生寮
- イタリア研修所

## 関連機関
- 株式会社プレルーディオ
- 同怜会（同窓会組織）